# Außernzell
Außernzell település Németországban, azon belül Bajorországban. Lakosainak száma 1544 fő (2023. december 31.). Außernzell Schöllnach, Iggensbach, Zenting, Thurmansbang és Eging am See községekkel határos.

## Népesség
A település népessége az elmúlt években az alábbi módon változott:
| Lakosok száma | 1141 | 1473 | 1165 | 1261 | 1369 | 1406 | 1403 | 1441 | 1493 | 1544 |
|               | 1875 | 1950 | 1975 | 1987 | 2012 | 2014 | 2016 | 2017 | 2021 | 2023 |